# Tête de sanglier de Horncastle
La tête de sanglier de Horncastle est un ornement anglo-saxon du début du VIIe siècle, découverte en 2002 par un détecteur de métaux à Horncastle, dans le Lincolnshire. Conservé au Lincoln Museum, cet artéfact témoigne de l'habileté des artisans anglo-saxons et de l'importance symbolique du sanglier dans leur culture.
Ce fragment d'ornement en argent représente une tête de sanglier. Son décor se caractérise par un motif de quadrupède stylisé, une crête médiane, des yeux incrustés de grenat et des détails rehaussés d'or. De fabrication creuse et doté de rivets internes, il ornait vraisemblablement l'extrémité de la crête d'un casque de combat nord-européen daté du VIe siècle au XIe siècle.
Le motif de la tête de sanglier est fréquent dans l'ornementation des casques de cette période, ce qui souligne sa profonde signification symbolique. Les scientifiques ont observé des effigies de cet animal au sommet des casques de Benty Grange et Wollaston, et en protège-sourcils sur ceux de Sutton Hoo et, selon certaines interprétations, de York. Ces exemples témoignent d'une tradition ancrée dans le paganisme germanique, où le sanglier était associé aux divinités et à la protection. L'historien romain Tacite rapporte que les Aesti baltes portaient des emblèmes de sanglier au combat pour obtenir la protection d'une déesse mère, tandis que l'épopée anglo-saxonne Beowulf fait mention de représentations de sanglier sur des casques de combat.

## Description

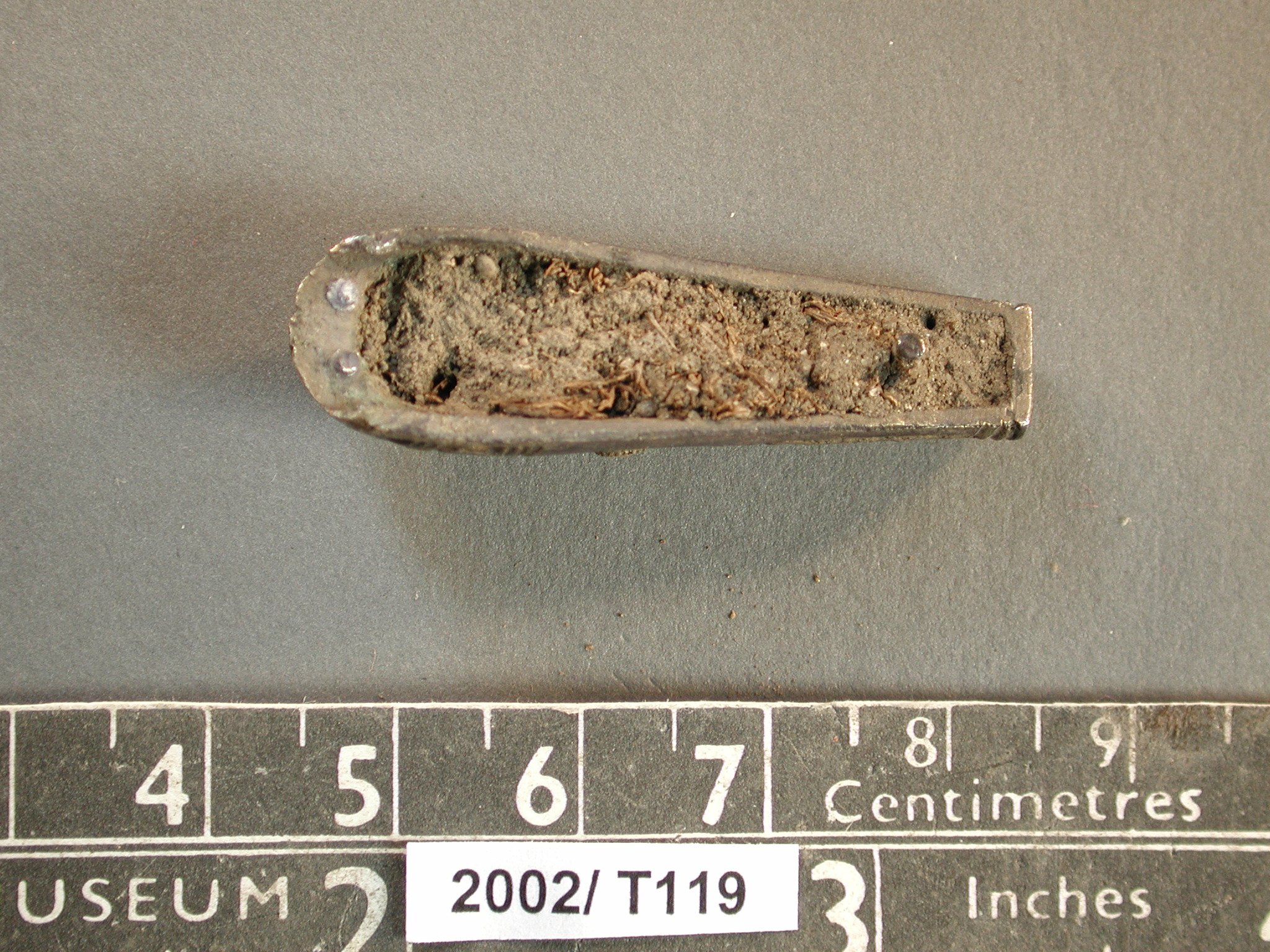
La portion inférieure du fragment présente trois rivets dont l'agencement précis suggère la structure originelle, avec des résidus terreux qui témoignent de son contexte archéologique.

Ce fragment représente une tête de sanglier,, sculptée dans un argent creux et partiellement doré, avec des yeux en grenat,. Mesurant 40 mm de long, l'artéfact se distingue par son style semi-naturaliste,. La tête, allongée, est ornée d'une crinière proéminente qui divise le crâne et se termine par un museau émoussé, décoré de trois rainures dorées,. De chaque côté du museau, d'autres rainures dorées figurent la bouche, qui présente des défenses acérées,. Les yeux, petits et en grenats cabochons lenticulaires, sont sertis dans un délicat filigrane d'or perlé à double collerette,. Au-dessus des yeux, deux sourcils dorés, moulés en relief, se détachent du crâne doré,, qui présente également, de chaque côté, la représentation d'un quadrupède accroupi,. La tête de l'animal est tournée vers l'arrière, ses mâchoires mordant son propre corps, tandis que ses pattes, antérieure et postérieure, sont chacune dotées de trois orteils,.
Lors de sa découverte, le fragment contient des résidus de terre et des racines de végétaux,. Trois rivets présents sur la face inférieure — l'un situé à proximité du groin, les deux autres à l'extrémité caudale — suggèrent une fixation à un artéfact de plus grande dimension, très probablement un casque,.

## Découverte
Le fragment est découvert le 1er mai 2002 près de Horncastle, une ville marchande du Lincolnshire, en Angleterre,. Sa découverte est attribuée à M. D. Turner, qui effectuait une prospection à l'aide d'un détecteur de métaux. Conformément aux dispositions du Treasure Act de 1996 concernant les objets de plus de trois cents ans et composés d'au moins 10 % en poids d'argent ou d'or, la trouvaille est déclarée « trésor ». Estimée à 15 000 livres sterling, elle est acquise par la City and County Museum de Lincoln, institution ultérieurement désignée sous le nom de The Collection, et désormais connue sous l'appellation de Lincoln Museum.
Le financement de cette acquisition est rendu possible grâce au concours de l'Art Fund, du MLA/V&A Purchase Grant Fund, des Friends of Lincoln Museum & Art Gallery, ainsi que du Lincolnshire County Council Heritage Service Purchase Fund,. Le fragment est exposé au Lincoln Museum au sein d'une collection variée d'artefacts funéraires anglo-saxons.

## Typologie

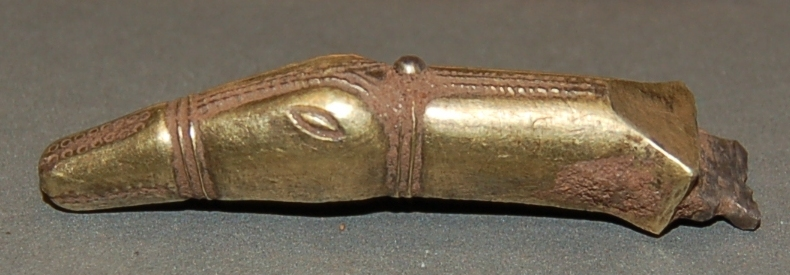
Élément terminal zoomorphe figurant une tête de cheval, qui orne le casque du Staffordshire.

Ce fragment d'origine anglo-saxonne est daté de la première moitié du VIIe siècle,. Bien que sa fonction originelle demeure sujette à débat, le style et les dimensions de la représentation suggèrent qu'elle constituait l'extrémité d'une crête de casque. Des éléments figuratifs ornent fréquemment les crêtes des casques de cette période ; à titre d'exemple, le casque de Sutton Hoo présente un dragon à chaque extrémité de sa crête, et celui de Stafford shire arbore des têtes de cheval sur ses paragnathides. L'iconographie du sanglier est également attestée sur les casques de cette époque, le plus souvent sur la crête, comme en témoignent les découvertes de Benty Grange, Wollaston et Guilden Morden,, ou en guise de protège-sourcils, à l'instar des casque de Sutton Hoo et de York,,,. Le fragment de Horncastle, avec ses yeux en grenat lenticulaires, ses défenses et sa crête dorsale marquée, présente des similitudes stylistiques notables avec le sanglier sommital du casque de Benty Grange,.
Replacé dans son contexte archéologique, ce fragment aurait vraisemblablement orné un type ancien de « casque à crête » répandu en Europe du Nord entre le VIe siècle et le XIe siècle,. Ces casques se caractérisent par une calotte arrondie et, typiquement, une crête proéminente s'étendant du nasal à la nuque, élément morphologique à l'origine de la désignation de ce type de coiffure militaire, et à l'extrémité antérieure duquel le fragment de Horncastle était fort probablement fixé.

## Iconographie

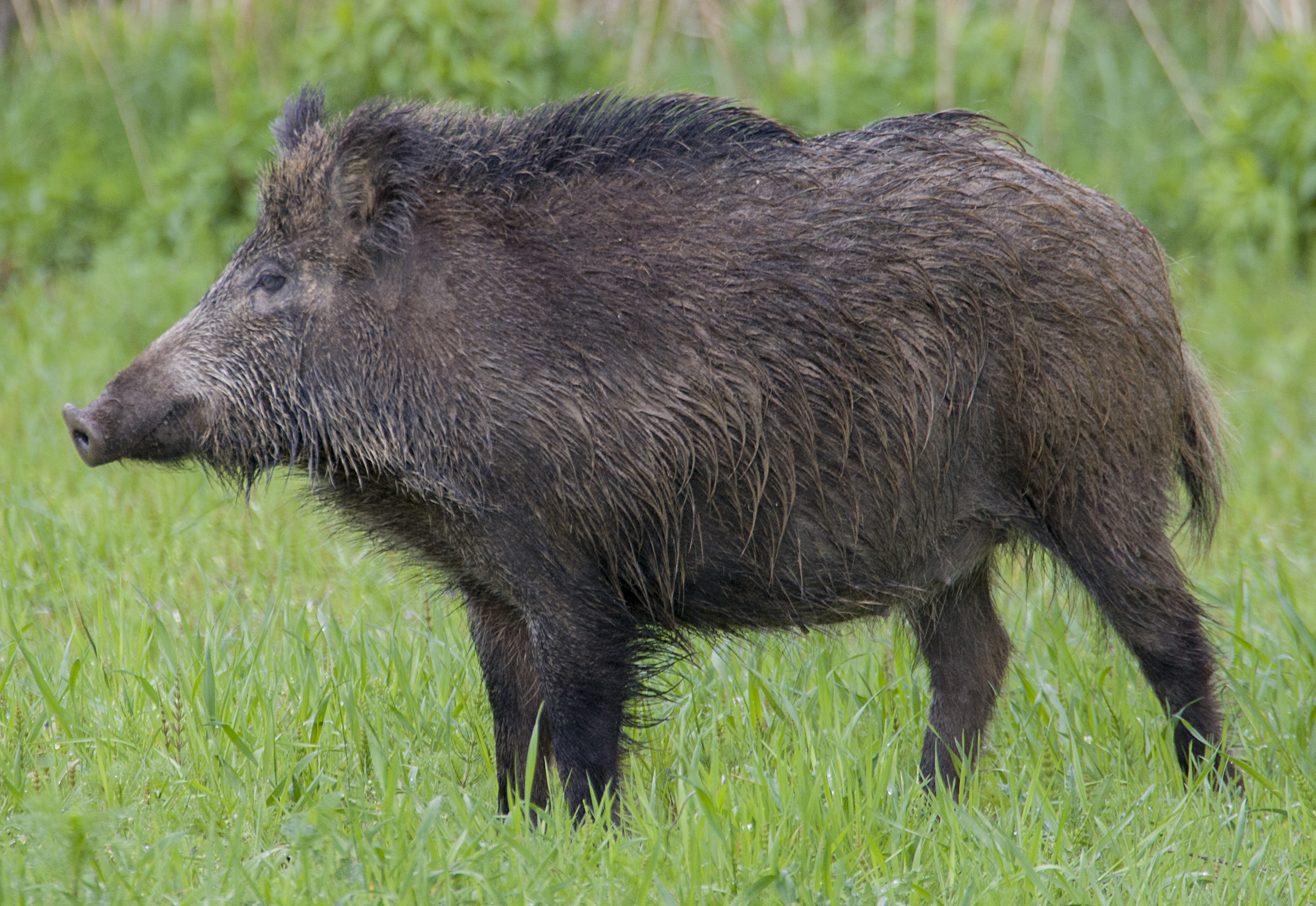
Un sanglier sauvage d'Europe.

Le sanglier possède une signification symbolique considérable dans l'Europe préhistorique. L'archéologue Jennifer Foster note qu'il y est vénéré, loué, chassé et consommé durant des millénaires, jusqu'à un déclin notable à l'époque historique récente. L'iconographie du sanglier chez les Anglo-Saxons s'inscrit dans une tradition millénaire, avec des antécédents dans les représentations de La Tène au IVe siècle avant notre ère, les exemples gaulois au Ier siècle avant notre ère, et les occurrences romaines au IVe siècle de notre ère. Ces motifs témoignent vraisemblablement d'une convergence des traditions culturelles européennes et méditerranéennes. Le sanglier est considéré comme un animal sacré pour une figure de Déesse Mère chez les communautés celtophones de l'âge du fer européen. L'historien romain Tacite suggère que les Aesti baltes portaient des emblèmes de sanglier au combat pour invoquer sa protection,.
Des représentations de casques à crête de sanglier figurent sur le chaudron de Gundestrup au Danemark, ainsi que sur les plaques de Torslunda en Suède. Bien que le sanglier figure aussi dans le répertoire symbolique romain — quatre légions, dont la Legio XX Valeria Victrix en Bretagne, l'adoptent comme emblème —, il reste un symbole parmi d'autres. Le sanglier maintient sa présence dans la tradition germanique continentale durant la domination romaine en Grande-Bretagne, environ quatre siècles, notamment comme attribut des dieux nordiques Freyja, et Freyr. Sa réapparition significative à l'époque anglo-saxonne, attestée par les découvertes à Benty Grange, Wollaston, Guilden Morden et Horncastle, suggère une introduction post-romaine d'une tradition germanique continentale, plutôt que la continuation d'une tradition ininterrompue en Grande-Bretagne durant la période romaine. Quelle que soit sa symbolique précise, le sanglier anglo-saxon semble lié à la protection, comme le souligne le poète de Beowulf qui décrit des effigies de « sanglier protecteur » sur les casques des guerriers,.